# Boesenbergia
Boesenbergia là một chi thực vật có hoa trong họ Zingiberaceae. Tại thời điểm năm 2025 người ta ghi nhận 98 loài (trong đó 6 loài chuyển từ chi Haplochorema năm 2020), là bản địa khu vực nhiệt đới và cận nhiệt đới châu Á; bao gồm miền nam Trung Quốc, Ấn Độ, Bangladesh, Nepal và Đông Nam Á (Brunei, Campuchia, Đông Timor, Indonesia, Lào, Malaysia, Myanmar, Philippines, Singapore, Thái Lan, Việt Nam).

## Từ nguyên
Tên chi Boesenbergia do nhà thực vật học người Đức là Carl Ernst Otto Kuntze (1843-1907) đặt năm 1891 để tặng cho em gái là Franziska Helene Clara Kuntze (1856-1927) và chồng là Gustav Walter Boesenberg (1845-1895).

## Lịch sử phân loại
Năm 1829, Nathaniel Wallich mô tả chi Gastrochilus trong Scitamineae với các loài G. pulcherrima và G. longiflora. Tuy nhiên, danh pháp Gastrochilus đã được David Don sử dụng năm 1825 để chỉ một chi trong họ Orchidaceae và nó là danh từ giống đực. Năm 1891, Otto Kuntze phát hiện ra điều này vào tạo ra chi Boesenbergia cho các loài thuộc Scitamineae. Ông chuyển các loài được John Gilbert Baker (1890) xếp trong chi Gastrochilus Wall., 1829 sang chi này, bao gồm: Gastrochlus longiflora, G. minor, G. parvula, G. pulcherrima, G. rubrolutea, G. tiliaefolia và G. tillandsiodes.
Danh pháp Banglium do Wallich viết năm 1832 trong Numerical list of dried specimens of plants in the Museum of the Honl. East India Company là tên gọi trần trụi và không hợp cách (nom. nud. nom. inval.).
Nghiên cứu phát sinh chủng loài phân tử của Mood et al. (2020) cho thấy Haplochorema lồng sâu trong Boesenbergia và đề xuất gộp Haplochorema vào chi này. Đồng thời các tác giả cũng cho rằng H. uniflorum không đồng nghĩa với H. decus-sylvae mà là loài tách biệt. Danh sách 6 loài Haplochorema ở Borneo gộp trong Boesenbergia được ghi riêng dưới đây.

## Mô tả
Các loài Boesenbergia là cây thân thảo lâu năm, tương đối nhỏ trong họ Zingiberaceae. Chúng tạo thành các thân rễ mọng, dạng căn hành ngắn hay dài. Các lá ở gốc hoặc phân bố dọc theo thân giả. Các cuống lá dài. Lưỡi bẹ 2 thùy. Phiến lá hình trứng, thuôn dài hoặc hình mác. Cụm hoa hoặc là đầu cành (trên ngọn) hoặc trên chồi riêng mọc từ thân rễ. Lá bắc xếp thành 2 dãy, trong đó các lá bắc trên đỉnh phát triển đầu tiên, mỗi lá bắc đỡ 1 lá bắc con và 1 hoa. Hoa trên đỉnh nở sớm nhất (kiểu hướng đáy, theo đó hoa nở theo trật tự từ đỉnh xuống đáy cụm hoa). Đài hoa hình ống. Ống tràng thò ra ngoài đài hoa, thanh mảnh; các thùy tràng gần bằng nhau. Nhị lép bên dạng cánh hoa, thường rộng hơn các thùy tràng hoa. Cánh môi hình trứng ngược hoặc thuôn dài rộng, lớn hơn các thùy tràng và nhị lép bên, rất lõm, đáy hẹp, coãnh, mép nhăn, đỉnh nguyên hoặc 2 khe hở. Chỉ nhị thẳng đứng; các ngăn bao phấn song song, nứt theo các rãnh hoặc các lỗ ở đỉnh, đáy không cựa; mô liên kết có hoặc không có phần phụ. Bầu nhụy 3 ngăn hoặc phát triển không đầy đủ đến thế, noãn đính đáy hoặc đính trụ. Quả nang mọng, thuôn dài hoặc hình cầu, 3 mảnh vỏ. Hạt màu đen; áo hạt màu trắng, xé rách, thường dài hơn hạt. Số nhiễm sắc thể 2n = 18, 20, 24, 36.

## Các loài
Danh sách lấy theo POWO.
- Boesenbergia alba (K.Larsen & R.M.Sm) Mood & L.M. Prince., 2014 - Lào, Thái Lan.
- Boesenbergia albolutea (Baker) Schltr., 1913 - Quần đảo Andaman.
- Boesenbergia albomaculata S.Q.Tong, 1986 - Vân Nam.
- Boesenbergia albosanguinea (Ridl.) Loes., 1930 - Thái Lan bán đảo tới tây bắc Malaysia bán đảo.
- Boesenbergia angustifolia (Hallier f.) Schltr., 1913 - Thái Lan, Sumatra.
- Boesenbergia apiculata (Valeton) Loes., 1930 - Kalimantan.
- Boesenbergia armeniaca Cowley, 2000 - Brunei, Sabah.
- Boesenbergia atropurpurea Mas Izzaty & Meekiong, 2015 - Borneo (Sarawak).
- Boesenbergia aurantiaca R.M.Sm., 2013 - Borneo (Sabah).
- Boesenbergia baimaii Saensouk & K.Larsen, 2002 - Thái Lan.
- Boesenbergia basispicata K.Larsen ex Sirirugsa, 1987 - Thái Lan.
- Boesenbergia belalongensis A.D.Poulsen, 1993 - Brunei.
- Boesenbergia bella Mood & L.M.Prince, 2019[4] (tách từ B. petiolata) - Tỉnh Champasak, Lào.
- Boesenbergia bruneiana Cowley, 1998 - Brunei.
- Boesenbergia burttiana R.M.Sm., 1982 - Sarawak.
- Boesenbergia burttii (K.Larsen & Jenjitt.) Mood & L.M.Prince, 2014 - Lào.
- Boesenbergia clivalis (Ridl.) Schltr., 1913 - Malaysia bán đảo.
- Boesenbergia collinsii Mood & L.M.Prince, 2013 - Thái Lan.
- Boesenbergia cordata R.M.Sm., 1982 - Sarawak.
- Boesenbergia curtisii (Baker) Schltr., 1913 - Malaysia bán đảo, Thái Lan.
- Boesenbergia eburnea Docot, 2020
- Boesenbergia flabellata S.Sakai & Nagam., 2006  - Sarawak.
- Boesenbergia flava (Ridl.) Holttum, 1950 - Malaysia bán đảo.
- Boesenbergia flavoalba R.M.Sm., 1987 - Borneo.
- Boesenbergia flavorubra R.M.Sm., 1982 - Sabah, Sarawak.
- Boesenbergia grandifolia (Valeton) Merr., 1921 - Borneo.
- Boesenbergia grandis R.M.Sm., 1982 - Sabah, Sarawak.
- Boesenbergia hamiltonii Mood, S.Dey & L.M.Prince, 2013 - Assam tới bắc Bangladesh.
- Boesenbergia hirta (Ridl.) Merr., 1921 - Sarawak.
- Boesenbergia hosensis Cowley, 2000 - Sarawak.
- Boesenbergia hutchinsonii B.L.Burtt & R.M.Sm., 1964 - Sarawak.
- Boesenbergia igorota Tad-o & Napaldet, 2022 - Philippines.
- Boesenbergia imbakensis S.Sakai & Nagam., 2009 - Sabah.
- Boesenbergia isanensis Saensouk & P.Saensouk, 2020
- Boesenbergia ischnosiphon S.Sakai & Nagam., 2006 - Sarawak.
- Boesenbergia islamii Yusof & M.A.Rahman, 2003 - Bangladesh.
- Boesenbergia jangarunii Cowley, 1998 - Brunei.
- Boesenbergia kenali C.K.Lim, 2008 - Malaysia bán đảo.
- Boesenbergia kerbyi R.M.Sm., 1982 - Sarawak.
- Boesenbergia kerrii Mood, L.M.Prince & Triboun, 2013 - Myanmar, Thái Lan.
- Boesenbergia kingii Mood & L.M.Prince, 2013 - Đông bắc Ấn Độ tới Vân Nam (Trung Quốc).
- Boesenbergia laevivaginata S.Sakai & Nagam., 2009 - Sabah, Sarawak.
- Boesenbergia lambirensis S.Sakai & Nagam., 2006 - Sarawak.
- Boesenbergia laotica (Picheans. & Mokkamul) Mood & L.M.Prince, 2014 - Lào.
- Boesenbergia latongensis Meekiong, Ipor & Ibrahim, 2011 - Borneo (Sarawak).
- Boesenbergia leonardocoi Funak. & Docot, 2020
- Boesenbergia loerzingii (Valeton) K.Larsen ex M.F.Newman, Lhuillier & A.D.Poulsen, 1997 - Sumatra.
- Boesenbergia longiflora (Wall.) Kuntze, 1891 - Myanmar.
- Boesenbergia longipes (King & Prain ex Ridl.) Schltr., 1913 - Perak, Thái Lan.
- Boesenbergia longipetiolata (Ridl.) Merr., 1924 - Mindanao.
- Boesenbergia lysichitoides S.Sakai & Nagam., 2006 - Sarawak.
- Boesenbergia macropoda Merr., 1926 - Jolo.
- Boesenbergia maxwellii Mood, L.M.Prince & Triboun, 2013 - Myanmar, Thái Lan.[11]
- Boesenbergia meghalayensis Aishwarya & M.Sabu, 2015 - Assam.
- Boesenbergia minor (Baker) Kuntze, 1891 - Malaysia bán đảo.
- Boesenbergia ochroleuca (Ridl.) Schltr., 1913 - Thái Lan.
- Boesenbergia oligosperma (K.Schum.) R.M.Sm., 1980 - Sarawak.
- Boesenbergia orbiculata R.M.Sm., 1982 - Brunei, Sarawak.
- Boesenbergia ornata (N.E.Br.) R.M.Sm., 1980 - Kalimantan.
- Boesenbergia parva (Ridl.) Merr., 1921 - Sarawak.
- Boesenbergia parvula (Wall. ex Baker) Kuntze, 1891 - Myanmar, Thái Lan.
- Boesenbergia petiolata Sirirugsa, 1987 - Trung và đông Thái Lan, Lào, Việt Nam.
- Boesenbergia phengklaii Mood, 2019[4] (tách từ B. petiolata) - Miền bắc Thái Lan (các tỉnh Chiang Mai và Phrae).
- Boesenbergia plicata (Ridl.) Holttum, 1950 - Myanmar, Thái Lan, Malaysia bán đảo.
- Boesenbergia prainiana (King ex Baker) Schltr., 1913 - Thái Lan, Malaysia bán đảo.
- Boesenbergia pulchella (Ridl.) Merr., 1921 - Sabah, Sarawak.
- Boesenbergia pulcherrima (Wall.) Kuntze, 1891 - Ấn Độ, Thái Lan, Myanmar, Malaysia bán đảo.
- Boesenbergia purpureorubra Mood & L.M.Prince, 2014 - Miền nam Myanmar đến Thái Lan bán đảo.
- Boesenbergia putiana Mood & L.M.Prince, 2019[4] (tách từ B. petiolata) Tỉnh Mae Hong Son, Thái Lan.
- Boesenbergia quangngaiensis N.S.Lý, 2017 - Việt Nam.
- Boesenbergia regalis Kharuk. & Tohdam, 2003 - Thái Lan.
- Boesenbergia roseopunctata (Ridl.) I.M.Turner, 2000 - Sumatra.
- Boesenbergia rotunda (L.) Mansf., 1958 - Vân Nam, Đông Dương, Java, Malaysia, Sumatra, quần đảo Andaman; du nhập vào Ấn Độ lục địa và Sri Lanka. Tên gọi: Cam địa la, bồng nga truật, bồng nga truật nam, lưỡi cọp, ngải bún, củ ngải, địa liền Nam Bộ.
- Boesenbergia rubrolutea (Baker) Kuntze, 1891 - Assam.
- Boesenbergia siamensis (Gagnep.) Sirirugsa, 1987 - Thái Lan.
- Boesenbergia siphonantha (King ex Baker) M.Sabu, Prasanthk. & Škornick., 2004 - Quần đảo Andaman & Nicobar, Thái Lan, Việt Nam.
- Boesenbergia stenophylla R.M.Sm., 1987 - Borneo.
- Boesenbergia striata (Valeton) Loes., 1930 - Kalimantan.
- Boesenbergia subulata S.Sakai & Nagam, 2009 - Borneo.
- Boesenbergia sugudensis N.F.Lam, 2022 - Borneo (Sabah).
- Boesenbergia tenuispicata K.Larsen, 1993 - Thái Lan.
- Boesenbergia thailandica (K.Larsen) Mood & L.M.Prince, 2014 - Miền nam Thái Lan.
- Boesenbergia thorelii (Gagnep.) Loes., 1930 - Đông Dương.
- Boesenbergia tiliifolia (Baker) Kuntze, 1891 - Tây nam Ấn Độ và Assam.
- Boesenbergia tillandsiodes (Baker) Kuntze, 1891 - Miền nam Ấn Độ, Assam, Malaysia bán đảo.
- Boesenbergia trangensis K.Larsen, 1997 - Thái Lan.
- Boesenbergia truncata N.F.Lam, 2022 - Borneo (Sabah).
- Boesenbergia urceoligena A.D.Poulsen, 1993 - Brunei.
- Boesenbergia variegata R.M.Sm., 1982 - Sabah, Sarawak.
- Boesenbergia violacea (K.Larsen & Triboun) Mood & L.M.Prince, 2014 - Thái Lan.
- Boesenbergia vittata (N.E.Br.) Loes., 1930 - Sumatra.
- Boesenbergia xiphostachya (Gagnep.) Loes., 1930 - Việt Nam.

### Chuyển từHaplochorema
- Boesenbergia uniflora (K.Schum.) Ardiyani & Mood, 2020 - Sarawak (Malaysia).
- Boesenbergia decus-sylvae (Hallier f.) Ardiyani & Mood, 2020 - Kalimantan (Indonesia).
- Boesenbergia extensa (K.Schum.) Veldkamp & Mood, 2020 - Sarawak (Malaysia).
- Boesenbergia latilabra (= Boesenbergia latilabrum) (Valeton) Veldkamp & Mood, 2020 - Selebulan (Indonesia).
- Boesenbergia magna (R.M.Sm.) Veldkamp & Mood, 2020 - Sarawak (Malaysia).
- Boesenbergia pauciflora (R.M.Sm.) Veldkamp & Mood, 2020 - Sarawak (Malaysia).
  - Boesenbergia pauciflora var. bullata (R.M.Sm.) Veldkamp & Mood, 2020 - Sarawak (Malaysia).